# Garčin
Garčin je općina u Hrvatskoj. Nalazi se u Brodsko-posavskoj županiji.

## Stanovništvo
Po popisu stanovništva iz 2001. godine, općina Garčin imala je 5586 stanovnika, raspoređenih u 9 naselja:
- Bicko Selo – 568
- Garčin – 1039
- Klokočevik – 650
- Sapci – 566
- Selna – 350
- Šušnjevci – 266
- Trnjani – 857
- Vrhovina – 302
- Zadubravlje – 988

### Nacionalni sastav, 2001.
- Hrvati – 5041 (90,24)
- Srbi – 405 (7,25)
- Nijemci – 8 (0,14)
- Ukrajinci – 3 (0,05)
- Slovenci – 3 (0,05)
- Albanci – 3 (0,05)
- Makedonci – 2 (0,04)
- Poljaci – 1 (0,02)
- Mađari – 1 (0,02)
- Slovaci – 1 (0,02)
- ostali – 6 (0,11)
- neopredijeljeni – 96 (1,72)
- nepoznato – 16 (0,29)

| broj stanovnika | 2841  | 3169  | 3011  | 4035  | 4467  | 5250  | 5066  | 5463  | 5769  | 6014  | 6088  | 5804  | 5607  | 5542  | 5586  | 4806  | 3951  |
|                 | 1857. | 1869. | 1880. | 1890. | 1900. | 1910. | 1921. | 1931. | 1948. | 1953. | 1961. | 1971. | 1981. | 1991. | 2001. | 2011. | 2021. |

| broj stanovnika | 378   | 431   | 413   | 554   | 589   | 675   | 626   | 759   | 837   | 924   | 1024  | 1036  | 1067  | 1088  | 1039  | 911   | 733   |
|                 | 1857. | 1869. | 1880. | 1890. | 1900. | 1910. | 1921. | 1931. | 1948. | 1953. | 1961. | 1971. | 1981. | 1991. | 2001. | 2011. | 2021. |

## Poznate osobe
- Zdravko Tomac – političar i pisac
- Vjekoslav Klaić – hrvatski povjesničar, geograf, pisac, rektor zagrebačkog Sveučilšta.
- Antun Akšamović – đakovački i bosansko-srijemski biskup
- Viktor Bernfest – akademski kipar i medaljer
- Zdenko Runjić – glazbenik-skladatelj
- Vladimir Vrljić Ankin – akademski slikar
- Franjo Klaić – hrvatski pedagog i pedagoški pisac

## Šport
- NK Gardun Garčin
- ŽRK Garčin

## Vanjske poveznice
- Službene internet stranice Općine Garčin